# Naturschutzgebiet Im Siesack
Das Naturschutzgebiet Im Siesack liegt auf Dortmunder Gebiet im Stadtbezirk Mengede. Es umfasst 169,6 Hektar. Das Naturschutzgebiet „Im Siesack“ wurde am 30. November 1990 im Landschaftsplan Dortmund-Nord und auch in der ersten Änderung zum Landschaftsplan Dortmund-Nord am 2. September 2005 festgesetzt.

## Beschreibung
Das Naturschutzgebiet, gelegen im ursprünglichen Emscherbruch am Dortmund-Ems-Kanal, spiegelt in seiner Vielfalt die ehemalige Kulturlandschaft des Emscherlandes wider. Es beinhaltet u. a. Ackerflächen, Grünland, Waldflächen mit Teichen, Tümpeln und Bachläufen. Auch eine ehemalige Abraumhalde wurde im Süden des Gebietes mit in das Naturschutzgebiet einbezogen. Diese Abraumhalde wurde für eine kleine Gruppe Heckrinder umzäunt und ist zudem Lebensraum von Kreuzkröte, Erdkröte und Waldeidechse.
Das Naturschutzgebiet ist Lebensraum seltener Tierarten, hier brüten neben Hohltaube und Pirol auch Sperber, Schleiereule und Flussregenpfeifer. In den Teichen und im Grünland leben Gras- und Wasserfrosch, Teich- und Bergmolch. An bemerkenswerten Pflanzenarten wurden im Jahr 2014 z. B. Hunds-Straußgras, Nadelkraut (Crassula helmsii), Gewöhnlicher Wassernabel, Zwiebel-Binse, Brennender Hahnenfuß, Schwarz-Pappel und Spreizendes Wasser-Greiskraut gefunden.

## Schutzziele
Problematisch für das Naturschutzgebiet ist die urbane Umbauung. Das Naturschutzgebiet ist umgeben von der Autobahn A2 im Norden, dem Dortmund-Ems-Kanal im Osten und einem Gewerbegebiet im Süden. Wichtigste Schutzziele sind der Erhalt und die Entwicklung eines Biotopkomplexes, bestehend aus offenem Grünland, Wäldern und Gewässern, insbesondere ist die Förderung eines dauerhaften extensiven Nutzungskonzeptes wichtig, um eine Verbuschung und Verwaldung zu verhindern und das Eindringen gebietsfremder Arten zu unterdrücken.